# Patricia Ryan (personnalité politique)
Pour les articles homonymes, voir Patricia Ryan.
 (octobre 2020).
Patricia Ryan est une personnalité politique irlandaise. Elle est Teachta Dála (députée) pour le Sinn Féin depuis les élections générales de 2020, dans la circonscription de Kildare South. 